# レナート・チボラ
レナート＝マルテン・クイント・チボラ（Lennart-Marten Quint Czyborra , 1999年5月3日 - ）は、ドイツ・ベルリン出身のプロサッカー選手。ブンデスリーガのアルミニア・ビーレフェルトに所属している。ポジションはDF。

## 来歴
ユース時代はシャルケ04に所属し、U-19リーグでプレー。2018年8月にヘラクレス・アルメロと契約。12日のアヤックス・アムステルダム戦でプロデビュー。以降主力選手に成長し、2019年8月31日のFCフローニンゲン戦では決勝ゴールを決めた。
2020年1月22日、アタランタBCと4年半契約を締結したことが発表された。しかし、加入後はチームが国内外の闘いで快進撃を繰り広げる中、セリエAのリズムに馴染めず、リーグ戦1試合の出場で終了。
2020年9月9日、ジェノアCFCに買取オプション付きの2年間のローン移籍で加入した。
2021年8月24日、アルミニア・ビーレフェルトに買取オプション付きのローン移籍で加入したことが発表された。